# Panorpa tsushimaensis
Panorpa tsushimaensis är en näbbsländeart som beskrevs av Miyamoto 1979. Panorpa tsushimaensis ingår i släktet Panorpa och familjen skorpionsländor. Inga underarter finns listade i Catalogue of Life.